# Adolph Zukor
Adolph Zukor (Adolf Zukor på ungerska), född 7 januari 1873 i Ricse, Borsod-Abaúj-Zemplén, Ungern, död 10 juni 1976 i Los Angeles, Kalifornien var en amerikansk filmproducent.

## Biografi
Zukor var först verksam i biobranschen och startade på 1910-talet ett produktionsbolag, Famous Players, som sedermera blev Paramount Pictures, vars styrelseordförande han var från 1935. I titeln på sin självbiografi (1945) myntade han uttrycket "The Public is never wrong", som träffande återspeglade branschens profitmentalitet.
Zukor skrev 1914 kontrakt med Mary Pickford, filmstjärnorna blev enorma dragplåster och gjorde det möjligt för Zukor och Lasky att genomdriva ett system som praktiseras än idag, ”Blockbokningen”. Filmhyrarna tvingades att boka in ett av producenten sammanställt säsongens program för att få visa de stora stjärnornas filmer på sina biografer. Ofta tvingades de att boka in sig i förväg. Detta innebar att producenterna garanterades en avsättning också för sina mindre påkostade filmer, B-filmer.